# День пам'яті жертв голодоморів
День па́м'яті жертв голодомо́рів — щорічний національний пам'ятний день в Україні, що припадає на четверту суботу листопада.

## Статус
Традиційно цього дня громадяни відвідують поминальне богослужіння й ставлять символічні горщики з зерном і свічки до пам'ятників жертвам голодоморів в Україні. У церемоніальних заходах біля Меморіального знаку «Свічка пам'яті» в Києві також беруть участь перші особи держави, керівники іноземних країн, парламентів і міжнародних організацій, урядовці з різних країн, дипломати, представники релігійних конфесій, регіональні делегації, громадські й культурні діячі, свідки Великого Голоду.
До 2008 року церемонія відбувалася перед Пам'ятним знаком на Михайлівській площі, однак після відкриття Меморіалу жертв Голодомору була перенесена туди.

## Хвилина мовчання

«Запали свічку» — вшануй пам'ять жертв комуністичного терору

О 16:00 год. оголошується загальнонаціональна хвилина мовчання, після чого по всій Україні відбувається акція «Запали свічку», в рамках якої всі охочі несуть свічки до пам'ятників жертвам. В акції також можна взяти участь, запаливши свічку в своєму вікні.

## Історія запровадження Дня

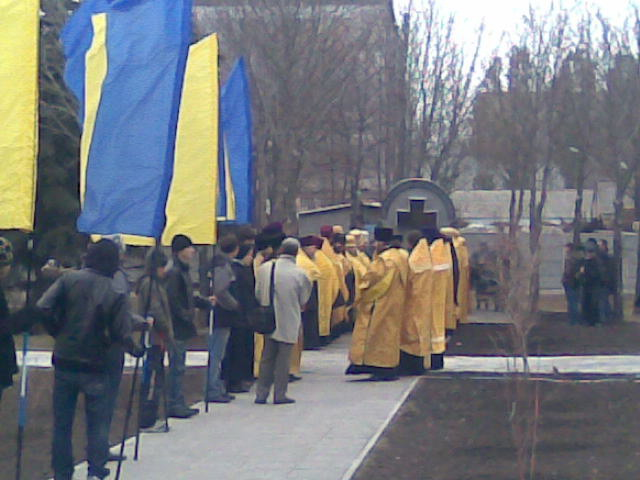
День пам'яті жертв Голодомору в Луганську (парк біля Луганського національного університету, 16 листопада 2008 р.)

Запроваджений згідно з указом Президента України Леоніда Кучми № 1310/98 від 26 листопада 1998 року як «День пам'яті жертв голодоморів». Указом Кучми № 1181/2000 від 31 жовтня 2000 року встановлювалася назва «День пам'яті жертв голодомору та політичних репресій». Указом Президента України Кучми Л. Д. № 797/2004 від 15 липня 2004 року встановлювалася назва «День пам'яті жертв голодоморів та політичних репресій».
Указом президента Віктора Ющенка № 431/2007 від 21 травня 2007 називається «День пам'яті жертв голодоморів».
В Указі зазначено:
|  | На підтримку ініціативи громадських організацій, Міністерства культури і мистецтв України, Державного комітету України у справах релігій, Державного комітету телебачення і радіомовлення України постановляю: Установити в Україні День пам'яті жертв голодоморів, який відзначати щороку у четверту суботу листопада |

У квітні 2010 року ПАРЄ ухвалила постанову, в якій привітала рішення Української влади встановити національний день пам'яті жертв голодоморів, та закликає владу інших постраждалих країн встановити аналогічну пам'ятну дату для вшанування жертв режиму.
Частина українських істориків та громадських діячів вважає за доцільне відзначення четвертої суботи листопада як «Дня пам'яті жертв Голодомору». На сьогодні в Україні на юридичному та законодавчому рівні статус «Голодомор» має лише геноцид 1932—1933 рр. Події 1921—1923 рр. та 1946—1947 рр. кваліфікуються як масовий голод, геноцидний характер якого наразі не доведено, а отже, від вживання слова «голодомори» в множині нівелюється поняття Голодомору 1932—1933 рр. як «геноциду».

## Відзначення

### 2008
У 2008 році День пам'яті жертв голодоморів припав на 22 листопада. Цей день відзначався, як 75-ті роковини Голодомору наймасштабніше, загальна сума витрат становила близько 200 млн грн. Саме цього року за участю президента В.Ющенка в Києві було відкрито Меморіал пам'яті жертв голодоморів в Україні, який стане традиційним місцем проведення меморіальних заходів на наступні роки. У своїй промові В. Ющенко наголосив на поверненні «собі і світу знання про пережиту нами, одну з найбільших катастроф в історії людства», а також на тому, що злочинцем є — «імперський, комуністичний, радянський режим».

### 2009
У 2009 році День пам'яті жертв голодоморів припав на 28 листопада. За словами президента України В. Ющенка, дослідникам вдалося встановити імена майже 2 мільйонів убитих людей, 3577 місця масових поховань жертв Великого Голоду, конкретні накази комуністичної влади, розпорядження і телеграми вбивства.

### 2010
У 2010 році День пам'яті жертв голодоморів припав на 27 листопада. Представники інтелігенції мали сумніви щодо належної організації заходів новообраним Президентом України В. Януковичем і тому утворили оргкомітет із підготовки до відзначення цієї дати. Попри відсутність методичних рекомендацій, традиційні заходи було проведено в школах. Врешті президент В. Янукович та прем'єр-міністр М. Азаров таки взяли участь у ранковому молебні.
Традиційну панахиду біля меморіалу жертв голодомору провели патріархи Філарет, Любомир Гузар, очільники Української автокефальної православної церкви та Римо-католицької церкви в Україні.

### 2011
У 2011 році День пам'яті жертв голодоморів припав на 26 листопада. Вперше цей день чинний президент В. Янукович відзначав разом з усіма колишніми — Л. Кравчуком, Л. Кучмою, В. Ющенком. За повідомленням Центру дослідження визвольного руху, цьогорічний всеукраїнський громадський меморіальний захід з нагоди Дня пам'яті жертв голодоморів буде зокрема присвячено вшануванню пам'яті дітей, вбитих і ненароджених внаслідок трагічних подій 1932—1933 років, заходи відбулися у 32 країнах світу.

### 2012
У 2012 році День пам'яті жертв голодоморів припав на 24 листопада. Цього разу акція пам'яті жертв Голодомору присвячувалася людям, які в непростий час рятували від голоду співвітчизників у 1932—1933 роках. Згідно з даними опитувань, близько 60 % громадян України станом на цей рік визнавали Голодомор геноцидом українського народу.

### 2013
У 2013 році День пам'яті жертв голодоморів припав на 23 листопада і відзначався як 80-та річниця. Серед міст, де офіційно проходили меморіальні заходи — вже за півроку потому окуповані Севастополь, Донецьк та Луганськ. Згідно з указом Президента було приспущено прапори, обмежено проведення розважальних заходів.

### 2014
У 2014 році День пам'яті жертв голодоморів припав на 22 листопада. За повідомленням 5-каналу цього дня «вперше за 5 років влада і громадськість разом проведуть відзначення роковин Голодомору». Інститутом національної пам'яті було запропоноване гасло «Голодом вбивали нашу свободу. Не підкорені у 33-му — непереможні сьогодні!». На першому національному телеканалі було показано три документальні фільми про Голодомор, решта телеканалів обмежились репортажами про покладання подружжям Порошенків квітів та відмовою від розважальних програм.

### 2015

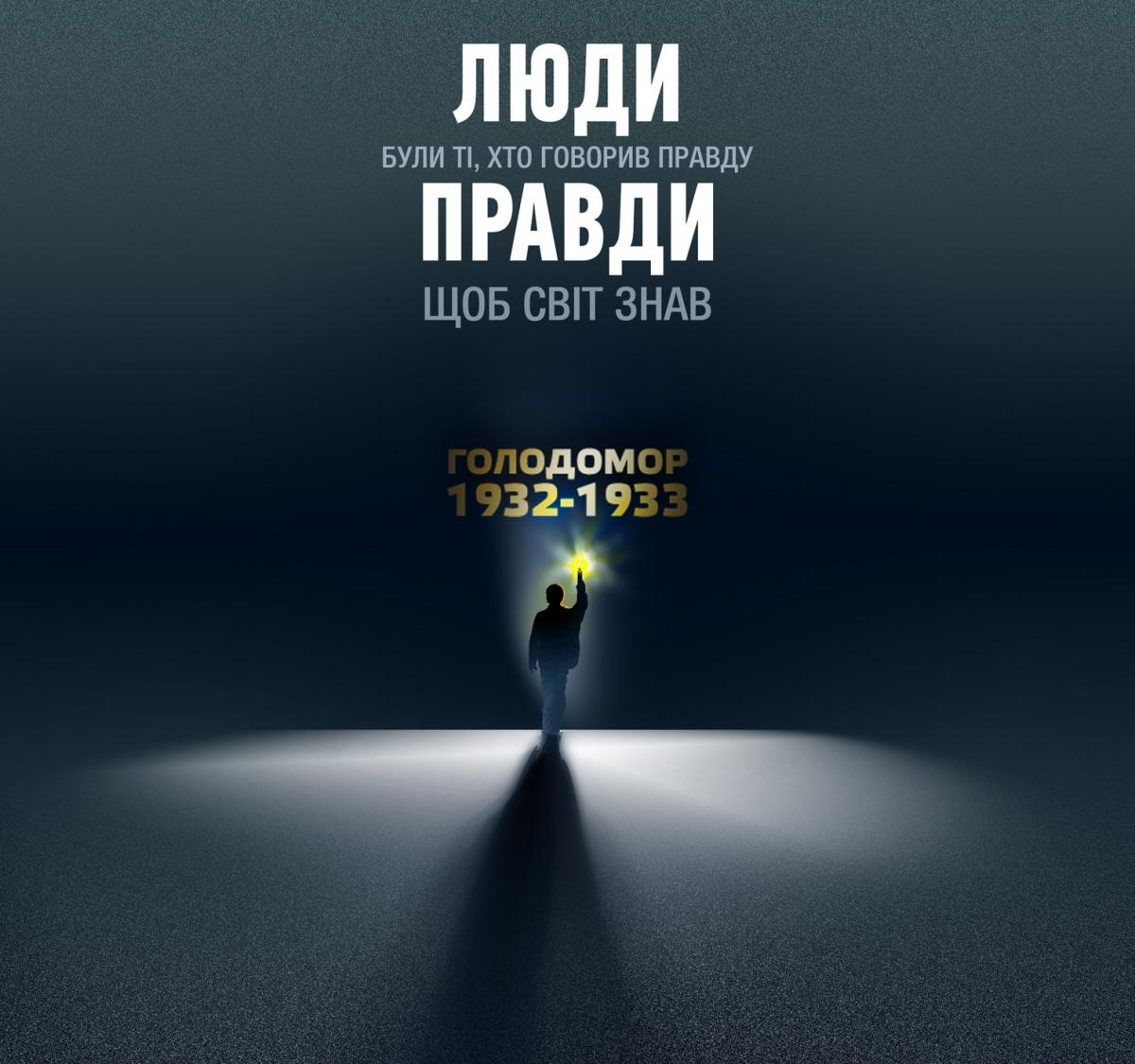
«Люди правди». Серія плакатів

У 2015 році День пам'яті жертв голодоморів припав на 28 листопада. 25 листопада в Національному музеї «Меморіал жертв Голодомору» відкрилася виставка «Люди правди». Експозиція присвячена тим, хто не боявся розповідати правду про жахливий злочин сталінізму.
Згідно з соціологічними дослідженнями 2015 року, 81 % українців вважають Голодомор геноцидом.
Радник Глави АПУ Наталка Попович попросила українців о 16-й годині в суботу, 28 листопада, в кожній домівці, в усіх органах державної влади засвітити свічки пам'яті. «Ми просимо також медіа, всі радіостанції, всі телеканали о 16.00 год. в суботу вшанувати жертв Голодомору хвилиною мовчання», — сказала вона.
На відміну від минулих років, цього року Меморіал жертв Голодомору протягом тривалого часу був закритий для відвідувачів, які не мали спеціальних перепусток. Не допустили до музею і вдову дослідника голодомору Джеймса Мейса — Наталю Дзюбенко-Мейс:
Олесь Доній, Новини Рівного

### 2016
У 2016 році День пам'яті жертв голодоморів припав на 26 листопада. Напередодні, 24 листопада, відкрилась нова експозиції Українського інституту національної пам'яті до 83-х роковин Голодомору в рамках проєкту «Незламні» — 15 історій про тих, кого не зламав Голодомор.
Також і в Національному музеї «Меморіал жертв Голодомору» в рамках презентації цього проєкту «Незламні», було відкрито виставку «Голодомор не зламав».
Відповідно, в 2016 році, відзначення роковин Голодомору на всеукраїнському рівні проходило під гаслом відзначення 15 видатних людей, що пройшли через страшні 1932—1933 роки.
|  | Вони зуміли реалізувати себе, попри травму пережитого у 1932-1933-му, і всупереч несприятливим обставинам радянської дійсності наступних років. Вони стали художниками, письменниками, досягли успіхів у науці та техніці, — сказав Голова Українського інституту національної пам'яті Володимир В'ятрович |

Серед «незламних» — автор Акту проголошення Незалежності України в 1991-му Левко Лук'яненко, оперна співачка Євгенія Мірошниченко, дисиденти Іван Світличний і Олекса Тихий, видатна художниця Катерина Білокур, письменники Василь Барка, Олесь Гончар, лікар Нонна Ауска, поет Дмитро Білоус, філософ Микола Руденко, модель Євгенія Сакевич-Даллас, історик Михайло Сікорський, кінодраматург Борис Хандрос, прозаїк Анатолій Дімаров, живописець Опанас Заливаха.
З 26 листопада по 4 грудня в національному центрі народної культури «Музей Івана Гончара» діяла історико-документальна виставка «Ми звинувачуємо», присвячена Дню пам'яті жертв голодоморів.
Також о 14:30 год. в Києві, біля Національного музею «Меморіал жертв Голодомору», відбулися траурні заходи за участю свідків Голодомору, перших осіб держави, дипломатів, священників, громадськості.
О 16:00 год. разом із загальнонаціональною хвилиною мовчання також традиційно пройшла громадська Всеукраїнська акція «Запали свічку пам'яті».
З допомогою Світового конґресу українців вшанування роковин Голодомору відбулось у 32 країнах світу.

### 2017
У 2017 році День пам'яті жертв голодоморів припав на 25 листопада. Пам'ять жертв Голодоморів у Києві вшанували в Національному меморіальному комплексі в Печерську, де розташована каплиця у вигляді свічки та скульптури присвячені цій трагичній тематиці.
Палата Представників штату Мічиган (США) прийняла резолюцію, якою визначила 25 листопада Днем пам'яті жертв Голодомору.
Вночі на 25 листопада у Конотопі Сумської області пам'ятник жертвам Голодомору облили невідомою речовиною. Відео про це на своїй сторінці у Facebook виклав начальник управління житлово-комунального господарства Конотопської міської ради Вадим Фещенко.

### 2018
У 2018 році День пам'яті жертв голодоморів припав на 24 листопада. Офіційні державні заходи відбулися, зокрема, біля Національного музею «Меморіал жертв Голодомору». Традиційно після загальнонаціональної хвилини мовчання о 16.00 год. по всій Україні пройшла громадська Всеукраїнська акція «Запали свічку пам'яті».

### 2019
У 2019 році День пам'яті жертв голодоморів припав на 23 листопада. У Києві жалобні заходи відбулися на території Національного музею «Меморіал жертв Голодомору» за участю представників органів державної влади, органів місцевого самоврядування, громадськості, духовенства, іноземних гостей.

### 2020
У 2020 році День пам'яті жертв голодоморів припав на 28 листопада. На всій території України було приспущено державні прапори, аби вшанувати пам'ять про мільйони замучених голодом українців. ЗМІ активно згадували історичні факти, призвідників голоду 1932—1933 років, масштаби національної трагедії під гаслом «Ми пам'ятаємо!».

### 2021
У 2021 році День пам'яті жертв голодоморів припав на 27 листопада. Традиційно після загальнонаціональної хвилини мовчання о 16:00 по всій Україні пройшла громадська акція «Запали свічку пам'яті».

### 2022
У 2022 році День пам'яті жертв голодоморів припав на 26 листопада.
25 листопада 2022 року Президент США Джо Байден у своїй заяві вшанував пам'ять жертв Голодомору 1932—1933 років в Україні.

### 2023

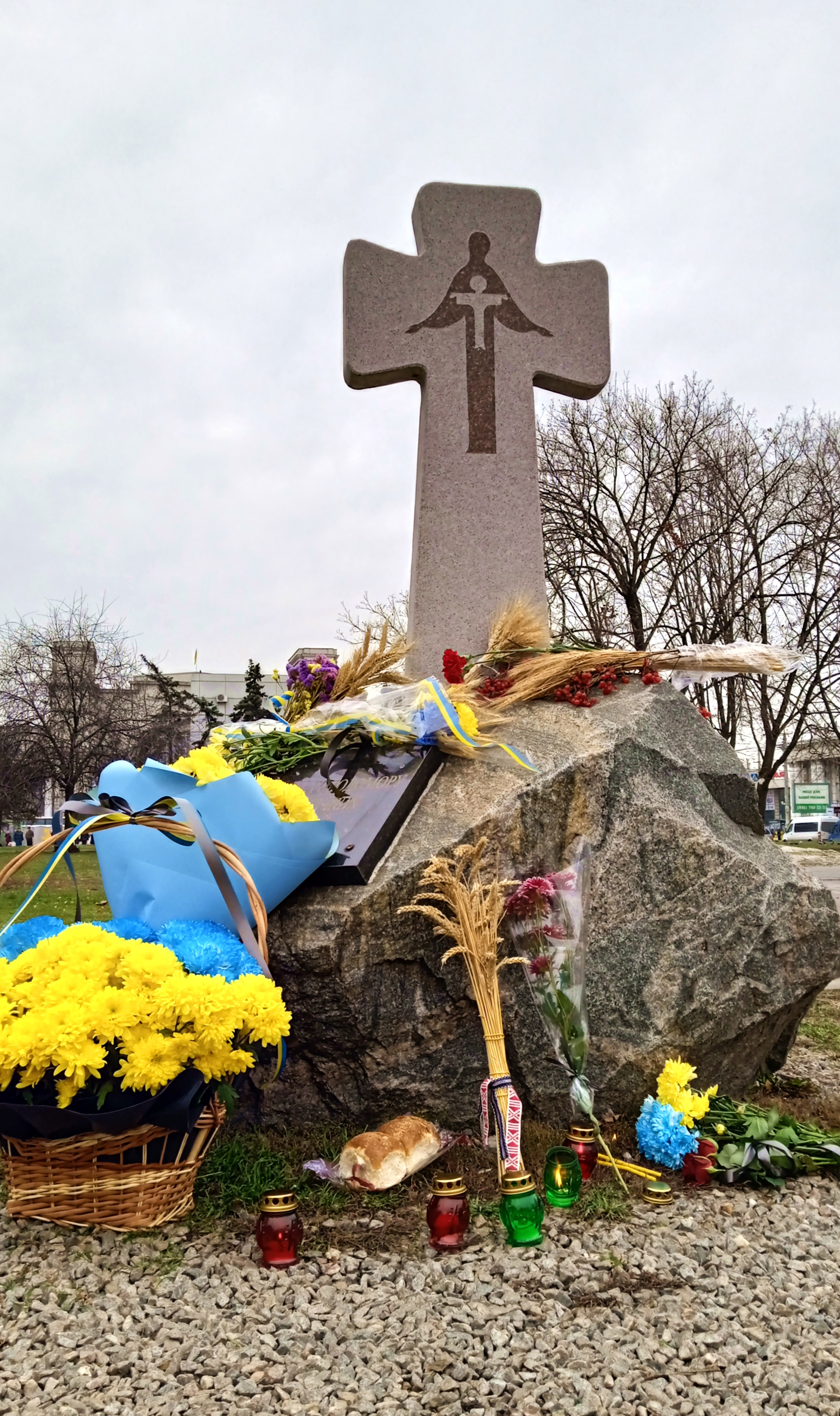
Місто Дніпро, пам'ятний хрест на Привокзальній площі

У 2023 році День пам'яті жертв голодоморів припав на 25 листопада. Цьогоріч Україна вшановувала 90-ті роковини Голодомору 1932—1933 років, унаслідок якого загинули мільйони мирних людей. За повідомленням міністра внутрішніх справ України Ігор Клименко, МВС України передало Музею Голодомору оцифровані копії понад 1000 кримінальних справ періоду геноциду українців. Вшанування пам'яті жертв голодоморів та політичних репресій відбулося в Києві за участі міської адміністрації. Акції з вшанування пам'яті померлих пройшли в різних містах України — Хмельницькому, Черкасах, Харкові, Одесі, Миколаєві та інших, та за кордоном. Президент США Джо Байден також вшанував пам'ять жертв Голодоморів і вкотре підтвердив підтримку України.

### 2024
У 2024 році День пам'яті жертв голодоморів припав на 23 листопада.
23 листопада 2024 року Президент США Джо Байден у своєму зверненні вшанував пам'ять жертв Голодомору 1932—1933 років в Україні.
23 листопада 2024 року, згідно повідомлення Офісу президента України, після молебню в Успенському соборі Києво-Печерської лаври, відбулася піша хода до Музею Голодомору, в ході якої Президент України Володимир Зеленський та перша леді вшанували пам’ять загиблих біля пам’ятника жертвам Голодоморів.
Світові лідери та дипломати приєдналися до мільйонів українців по всій планеті, які 23 листопада вшанували пам'ять жертв Голодомору-геноциду, скоєного на території України у 1932–1933 роках за наказом з Москви. Вшанування пам’яті жертв Голодомору 1932–1933 років відбулося в багатьох країнах світу, зокрема США, Польщі, Туреччині, далекій Австралії та інших країнах світу.
Однак, того ж дня, у місті Мандра (Греція), поблизу пам’ятника Тарасу Шевченку, група людей з червоними прапорами та комуністичною символікою напала на українців під час санкціонованої церемонії вшанування пам'яті жертв Голодомору. Посольство України в Греції висловило рішучий протест через насильницькі провокаційні дії, вчинені членами комуністичної партії під час заходу зі вшанування пам’яті жертв Голодомору.

### 2025
У 2025 році День пам'яті жертв голодоморів припадає на 22 листопада.

### Законодавчі акти
- Указ Президента України «Про встановлення Дня пам'яті жертв голодоморів» [Архівовано 9 листопада 2018 у Wayback Machine.] (від 26 листопада 1998 року № 1310/98. Із змінами, внесеними згідно з Указом Президента № 431/2007 від 21.05.2007)
- Указ Президента України № 431/2007 «Про заходи у зв'язку з 70-ми роковинами Великого терору — масових політичних репресій 1937—1938 років» [Архівовано 8 грудня 2015 у Wayback Machine.]

Публіцистика
- Євген Дикий, Ніколи знову [Архівовано 19 жовтня 2020 у Wayback Machine.] // 25 листопада 2017